# Ivan Conov
Ivan Nikolov Conov (in bulgaro Иван Николов Цонов?; /iˈvan ʦoˈnov/ ; Krasnovo, 31 luglio 1966) è un ex lottatore bulgaro, specializzato nella lotta libera.
Ha rappresentato la Bulgaria a due edizioni dei Giochi olimpici: a Seul 1988, dove vinse la medaglia d'argento, e Sydney 2000.

## Palmarès
- Giochi olimpici

Seul 1988: argento nei pesi mosca-leggeri;